# Provincia de Bắc Giang
Bắc Giang fue una de las provincias que conformaban la organización territorial de la República Socialista de Vietnam. Estaba localizada en el noreste del país, al este de la capital del país: Hanói. Existió desde 1997 hasta su fusión con la provincia de Bắc Ninh en 2025.

## Administración
Bắc Giang está dividida en nueve distritos:
- Chũ
- Hiệp Hòa
- Lạng Giang
- Lục Nam
- Lục Ngạn
- Sơn Động
- Tân Yên
- Việt Yên
- Yên Thế

La capital provincial, que también es conocida como Bắc Giang, es un municipio separado.

## Geografía
Bắc Giang no está lejos del Río Rojo, pero no lo toca.

## Economía
Aproximadamente un tercio de la superficie de Bắc Giang está dedicada a la agricultura. La provincia es una buena productora de fruta, particularmente piña.

## Historia
Históricamente, las provincias de Bắc Giang y la colindante Bắc Ninh estaban unidas como la provincia de Ha Bac (Hà Bắc). Debido al crecimiento de la población, Hà Bắc being se dividió en dos nuevas provincias. La nueva provincia de Bắc Ninh se formó alrededor del municipio de Bắc Ninh, mientras Bắc Giang abarca desde el municipio de Bắc Giang hasta la mayor parte de los distritos rurales de la provincia de Ha Bắc.

## Etimología
El nombre de la provincia deriva del chino-vietnamita (Hán Tự: 北江), con el significado de "río del norte".